# Cecilio Domínguez
Cecilio Domínguez (Asunción, 1994. augusztus 11. –) paraguayi válogatott labdarúgó, a mexikói Santos Laguna csatárja.

## Pályafutása

### Klubcsapatokban
Domínguez a paraguayi Asunción városában született. Az ifjúsági pályafutását a Sol de América akadémiájánál kezdte.
2011-ben mutatkozott be a Sol de América első osztályban szereplő felnőtt csapatában. Először a 2011. november 20-ai, Guaraní ellen 2–1-re megnyert mérkőzésen, csereként lépett pályára. Első gólját 2011. december 18-án, a Cerro Porteño ellen 2–2-es döntetlennel zárult találkozón szerezte. A 2014-es szezonban egy hónapig a Nacional csapatát erősítette kölcsönben, ám ott két kupamérkőzésen lépett csak pályára a klub színeiben. 2014 decemberében a Cerro Porteñohoz igazolt.
2017. január 14-én a mexikói América csapatához szerződött négy évre. 2017. január 29-én, a Veracruz ellen 1–0-ra megnyert mérkőzésen debütált és egyben megszerezte első gólját is. 2019 januárjában az argentin Independientéhez csatlakozott.
2020. augusztus 24-én 4½ éves szerződést kötött az újonnan alakult, észak-amerikai első osztályban érdekelt Austin együtteséhez szerződött. A szezon hátralévő részére a paraguayi Guaraní csapatához igazolt kölcsönben. Először a 2021. április 18-ai, Los Angeles elleni mérkőzésen lépett pályára. Egy fordulóval később, április 25-én, a Colorado Rapids ellen 3–1-re megnyert találkozón kétszer is betalált a hálóba.
2022. július 25-én a mexikói Santos Laguna csapatához igazolt.

### A válogatottban
Domínguez az U17-es és U20-as korosztályokban is képviselte Paraguayt.
2013-ban debütált a paraguayi válogatottban. Először 2014. október 14-én, Kína ellen 2–1-re elvesztett barátságos mérkőzés 59. percében Derlis Gonzálezt váltva lépett pályára.

## Statisztikák
2023. január 9. szerint
| Klub                  | Szezon   | Osztály                     | Bajnokság | Bajnokság | Kupa  | Kupa | Nemzetközi | Nemzetközi | Összesen | Összesen |
| Klub                  | Szezon   | Osztály                     | Meccs     | Gól       | Meccs | Gól  | Meccs      | Gól        | Meccs    | Gól      |
| --------------------- | -------- | --------------------------- | --------- | --------- | ----- | ---- | ---------- | ---------- | -------- | -------- |
| Sol de América        | 2011     | Paraguayan Primera División | 2         | 1         | —     | —    | —          | —          | 2        | 1        |
| Sol de América        | 2012     | Paraguayan Primera División | 24        | 2         | —     | —    | —          | —          | 24       | 2        |
| Sol de América        | 2013     | Paraguayan Primera División | 25        | 5         | —     | —    | —          | —          | 25       | 5        |
| Sol de América        | 2014     | Paraguayan Primera División | 38        | 3         | —     | —    | —          | —          | 38       | 3        |
| Sol de América        | Összesen | Összesen                    | 89        | 11        | 0     | 0    | 0          | 0          | 89       | 11       |
| Nacional (kölcsönben) | 2014     | Paraguayan Primera División | 0         | 0         | —     | —    | 2          | 0          | 2        | 0        |
| Cerro Porteño         | 2015     | Paraguayan Primera División | 37        | 6         | —     | —    | 2          | 1          | 39       | 7        |
| Cerro Porteño         | 2016     | Paraguayan Primera División | 32        | 19        | —     | —    | 10         | 7          | 42       | 26       |
| Cerro Porteño         | Összesen | Összesen                    | 69        | 25        | 0     | 0    | 12         | 8          | 81       | 33       |
| América               | 2016–17  | Liga MX                     | 6         | 3         | 2     | 0    | —          | —          | 8        | 3        |
| América               | 2017–18  | Liga MX                     | 33        | 8         | 5     | 0    | 4          | 3          | 42       | 11       |
| América               | 2018–19  | Liga MX                     | 19        | 2         | 4     | 4    | —          | —          | 23       | 6        |
| América               | Összesen | Összesen                    | 58        | 13        | 11    | 4    | 4          | 3          | 73       | 20       |
| Independiente         | 2018–19  | Argentine Primera División  | 8         | 1         | 3     | 2    | 4          | 3          | 15       | 6        |
| Independiente         | 2019–20  | Argentine Primera División  | 21        | 2         | 1     | 0    | 2          | 0          | 24       | 2        |
| Independiente         | Összesen | Összesen                    | 29        | 3         | 4     | 2    | 6          | 3          | 39       | 8        |
| Guaraní (kölcsönben)  | 2020     | Paraguayan Primera División | 14        | 4         | —     | —    | 6          | 2          | 20       | 6        |
| Austin                | 2021     | MLS                         | 34        | 7         | 0     | 0    | —          | —          | 34       | 7        |
| Austin                | 2022     | MLS                         | 4         | 2         | 0     | 0    | —          | —          | 4        | 2        |
| Austin                | Összesen | Összesen                    | 38        | 9         | 0     | 0    | 0          | 0          | 38       | 9        |
| Santos Laguna         | 2022–23  | Liga MX                     | 13        | 0         | 3     | 0    | —          | —          | 16       | 0        |
| Összesen              | Összesen | Összesen                    | 310       | 65        | 18    | 6    | 28         | 16         | 358      | 87       |

## Sikerei, díjai
Cerro Porteño
- Paraguayan Primera División
  - Bajnok (1): 2015

América
- Liga MX
  - Bajnok (1): Apertura 2018

Egyéni
- A paraguayi első osztály gólkirálya: 2016 (19 góllal)